# Línea 720 (Interurbanos Madrid)
La línea 720 de la red de autobuses interurbanos de Madrid une la estación de tren de Colmenar Viejo con la estación de autobuses de Collado Villalba.

## Características
Esta línea une la Estación de Colmenar Viejo con la estación de autobuses de Collado Villalba, con un recorrido que dura aproximadamente 1h y 30 minutos. A su llegada al casco urbano de Collado Villalba realiza parada en la Estación de Villalba antes de llegar a la estación de autobuses del municipio.
A su paso presta servicio a las localidades de Soto del Real, Manzanares el Real, El Boalo, Cerceda y Moralzarzal, lo que lleva a su amplio tiempo de recorrido entre cabeceras. Su recorrido es muy parecido al de la línea 728 (considerada un refuerzo y servicio especial de ésta) entre Manzanares el Real y la Estación de Colmenar Viejo. La única diferencia entre ambas se encuentra en el recorrido mucho más urbano que realiza la línea 720, al contrario del servicio especial cuyo objetivo es realizar las mínimas paradas posibles en el casco urbano para llegar a la Estación de Colmenar Viejo en un menor tiempo.
Recorre el casco antiguo de Colmenar Viejo, itinerario común con las líneas 721, 724, 725 y 726. Se complementa con dichas líneas para dar servicio al centro del pueblo, y con la línea 722 para dar servicio al suroeste del municipio.
Desde el 1 de abril de 2022 la línea realiza parada en el Hospital Universitario General de Villalba tras numerosas peticiones de los ayuntamientos de la zona.
La línea cuenta con algunas expediciones que tan sólo realizan el recorrido entre la Estación de Colmenar Viejo y Cerceda, las dos primeras expediciones hacia Collado Villalba no realizan parada en el Hospital y la primera no pasa por el casco urbano de Soto del Real. También existen algunas expediciones directas a la Estación de Colmenar Viejo que comienzan en Cerceda, con un recorrido idéntico a la línea 728 salvo que comienzan en Cerceda en vez de en Manzanares el Real.
Existe una peculiaridad con las tarifas de la línea, referente a las zonas tarifarias que recorre. Comienza en la corona tarifaria B3 en Colmenar Viejo y también finaliza en dicha corona tarifaria B3 en Collado Villalba, pero todos los municipios del recorrido intermedios se encuentran en la corona tarifaria C1. Se trata de las pocas líneas interurbanas que discurren por una corona tarifaria superior a su cabecera y terminal. Debido a las normas de autobuses interurbanos, en aquellas líneas que entren y salgan de una corona tarifaria, los viajeros deberán abonar el billete correspondiente a la zona superior (siempre que dicha línea realice parada en dicha corona).
Es por esto que aunque la cabecera y terminal de la línea se encuentren en la misma corona tarifaria, en este caso B3, se aplicará la tarifa de la zona C1 independientemente que el usuario realice el viaje entre la cabecera y terminal de la línea.
Siguiendo la numeración de líneas del CRTM, las líneas que circulan por el corredor 7 son aquellas que dan servicio a los municipios situados en torno a la M-607 y comienzan con un 7. Aquellas numeradas dentro de la decena 720 corresponden a aquellas que circulan por Colmenar Viejo.
La línea mantiene los mismos horarios todo el año (exceptuando las vísperas de festivo y festivos de Navidad).
Esta línea es operada por la empresa Herederos de J. Colmenarejo a través de Interbus mediante la concesión administrativa VCM-702 - Madrid - Colmenar Viejo - El Boalo - Bustarviejo (Viajeros Comunidad de Madrid) del Consorcio Regional de Transportes de Madrid.
1. ↑  «La línea 720 de autobuses tendrá una parada en el Hospital de Villalba desde el 1 de abril». www.ayto-sotodelreal.es. Consultado el 20 de noviembre de 2023.

### Sublíneas
Aquí se recogen todas las distintas sublíneas que ha tenido la línea 720. La denominación de sublíneas que utiliza el CRTM es la siguiente:
- Número de línea (720)
- Sentido de circulación (1 ida, 2 vuelta)
- Número de sublínea

Por ejemplo, la sublínea 720205 corresponde a la línea 720, sentido 2 (vuelta) y el número 05 de numeración de sublíneas creadas hasta la fecha.
| Ida    | Ruta                           | Itinerario                                                       | Vuelta | Ruta                             | Itinerario                        |
| 720101 | -                              | Colmenar Viejo - Collado Villalba                                | 720201 | -                                | Collado Villalba - Colmenar Viejo |
| 720102 | ns                             | Colmenar Viejo - Collado Villalba, sin paso por Soto ni Hospital | 720202 | No existe la ruta "ns" de vuelta | No existe la ruta "ns" de vuelta  |
| 720103 | h                              | Colmenar Viejo - Collado Villalba, sin paso por Hospital         | 720203 | No existe la ruta "h" de vuelta  | No existe la ruta "h" de vuelta   |
| 720104 | cc                             | Colmenar Viejo - Cerceda                                         | 720204 | cc                               | Cerceda - Colmenar Viejo          |
| 720105 | No existe la ruta "ccd" de ida | No existe la ruta "ccd" de ida                                   | 720205 | ccd                              | Cerceda - Colmenar Viejo DIRECTO  |

## Horarios
| Lunes a viernes laborables        | Lunes a viernes laborables        | Sábados laborables, domingos y festivos | Sábados laborables, domingos y festivos |
| Colmenar Viejo > Collado Villalba | Collado Villalba > Colmenar Viejo | Colmenar Viejo > Collado Villalba       | Collado Villalba > Colmenar Viejo       |
| 05:10                             | 06:10                             | 08:30                                   | 09:45                                   |
| 06:00                             | 07:15                             | 11:00                                   | 12:15                                   |
| 07:05                             | 07:50                             | 13:30                                   | 14:45                                   |
| 07:45                             | 09:20                             | 16:00                                   | 17:15                                   |
| 08:40                             | 09:30                             | 18:30                                   | 19:45                                   |
| 08:50                             | 10:25                             | 21:00                                   | 22:15                                   |
| 10:30                             | 11:30                             |                                         |                                         |
| 10:55                             | 12:30                             |                                         |                                         |
| 12:00                             | 13:30                             |                                         |                                         |
| 12:30                             | 14:00                             |                                         |                                         |
| 14:10                             | 15:30                             |                                         |                                         |
| 14:30                             | 15:45                             |                                         |                                         |
| 15:35                             | 17:10                             |                                         |                                         |
| 16:20                             | 17:25                             |                                         |                                         |
| 17:20                             | 18:55                             |                                         |                                         |
| 18:25                             | 19:25                             |                                         |                                         |
| 18:45                             | 20:20                             |                                         |                                         |
| 20:30                             | 22:05                             |                                         |                                         |
| 21:55                             | 23:30                             |                                         |                                         |

1. ↑  Sin paso por Soto del Real ni el Hospital de Villalba
2. ↑  Sin paso por el Hospital de Villalba
3. 1 2 3 4 5 6 7 8 9 10 11 12  Hasta/desde Cerceda
4. 1 2  Desde Cerceda, DIRECTO a la Estación de Colmenar Viejo desde Soto del Real

## Recorrido y paradas

### Sentido Collado Villalba
| Código                                                                                       | Zona | Localidad          | Denominación                                                      | Ubicación                                   | Líneas de la parada                                   | Cercanías      |
| -------------------------------------------------------------------------------------------- | ---- | ------------------ | ----------------------------------------------------------------- | ------------------------------------------- | ----------------------------------------------------- | -------------- |
| 18663                                                                                        |      | Colmenar Viejo     | Estación de Colmenar Viejo                                        | Extrarradio Estación Navarrosillos Nº2      | 720 727 728                                           | Colmenar Viejo |
| 18097                                                                                        |      | Colmenar Viejo     | Avenida de Juan Pablo II - Calle de Agapito García Serranito      | Avenida de Juan Pablo II Nº16               | 720 727 2                                             | Colmenar Viejo |
| 18098                                                                                        |      | Colmenar Viejo     | Avenida de Juan Pablo II - Calle del Talgo                        | Avenida de Juan Pablo II Nº16               | 720 727 2                                             |                |
| 20592                                                                                        |      | Colmenar Viejo     | Avenida de Severo Ochoa - Avenida de Juan Pablo II                | Avenida de Severo Ochoa S/Nº                | 720 727 2                                             |                |
| 20593                                                                                        |      | Colmenar Viejo     | Avenida de Severo Ochoa - Calle del Transiberiano                 | Avenida de Severo Ochoa S/Nº                | 720 727 2                                             |                |
| 20595                                                                                        |      | Colmenar Viejo     | Avenida de Severo Ochoa - Calle del Tren de la Fresa              | Avenida de Severo Ochoa S/Nº                | 720 727 2                                             |                |
| 18106                                                                                        |      | Colmenar Viejo     | Paseo de la Magdalena - El Portachuelo                            | Paseo de la Magdalena S/Nº                  | 720 N702 1                                            |                |
| 06598                                                                                        |      | Colmenar Viejo     | Paseo de la Magdalena - Polideportivo                             | Paseo de la Magdalena Ana Nº18              | 720 722 723 N702 1                                    |                |
| 11339                                                                                        |      | Colmenar Viejo     | Paseo de la Magdalena - Ermita                                    | Paseo de la Magdalena Ana Nº20              | 720 722 723 728 N702 1                                |                |
| 18107                                                                                        |      | Colmenar Viejo     | Paseo de la Ermita de Santa Ana - Centro Comercial El Ventanal    | Paseo de la Ermita de Santa S/Nº            | 720 721 723 724 725 726 727 728 N702                  |                |
| 11350                                                                                        |      | Colmenar Viejo     | Avenida de San Agustín del Guadalix - Centro de Salud             | Avenida de San Agustín del Guadalix Nº2     | 720 721 723 724 725 726 727 N702                      |                |
| 08414                                                                                        |      | Colmenar Viejo     | Avenida de la Libertad - Estación de Servicio                     | Avenida de la Libertad Nº14                 | 720 721 723 724 725 726 727 N702 1                    |                |
| 06584                                                                                        |      | Colmenar Viejo     | Calle de San Sebastián - Cafetería Sanz Rosa                      | Calle de San Sebastián Nº32                 | 720 721 723 724 725 726 727 N702 1                    |                |
| 06585                                                                                        |      | Colmenar Viejo     | Calle de la Corredera - Calle de los Frailes                      | Calle de la Corredera Nº1                   | 720 721 723 724 725 726 727 N702 1                    |                |
| 06586                                                                                        |      | Colmenar Viejo     | Carretera de Miraflores - Plaza de los Arcos                      | Carretera de Miraflores Nº38                | 720 721 724 725 726 N702                              |                |
| 06587                                                                                        |      | Colmenar Viejo     | Carretera de Miraflores - Colonia de las Torres                   | Carretera de Miraflores Nº38                | 720 721 724 725 726 N702                              |                |
| 06588                                                                                        |      | Colmenar Viejo     | Carretera de Miraflores - Centro Educativo Especial               | Carretera de Miraflores Nº38                | 720 721 724 725 726                                   |                |
| 12106                                                                                        |      | Soto del Real      | Carretera M-609 - Centro Penitenciario                            | M-609 km. 3,7                               | 720 724 725 726 728                                   |                |
| 10535                                                                                        |      | Soto del Real      | Carretera M-862 - La Gamonosa                                     | M-682 km. 1,2                               | 720 724 725 726 728                                   |                |
| El servicio que no pasa por Soto del Real no realiza las siguientes paradas                  |      |                    |                                                                   |                                             |                                                       |                |
| 18933                                                                                        |      | Soto del Real      | Avenida de las Víctimas del Terrorismo - Polideportivo            | Avenida de las Víctimas del Terrorismo S/Nº | 720 725 726 728                                       |                |
| 09112                                                                                        |      | Soto del Real      | Avenida de las Víctimas del Terrorismo - Calle del Barco de Ávila | Avenida de las Víctimas del Terrorismo S/Nº | 720 725 726 728                                       |                |
| 18934                                                                                        |      | Soto del Real      | Avenida de las Víctimas del Terrorismo - Calle de Calvo Sotelo    | Avenida de las Víctimas del Terrorismo S/Nº | 720 725 726 728                                       |                |
| 17576                                                                                        |      | Soto del Real      | Carretera de El Escorial - Centro de Salud                        | Carretera de El Escorial Nº40               | 720 724 728                                           |                |
| Paradas del itinerario normal                                                                |      |                    |                                                                   |                                             |                                                       |                |
| 09110                                                                                        |      | Soto del Real      | Carretera M-608 - Camping                                         | M-608 km. 19,8                              | 720 724 728                                           |                |
| 09108                                                                                        |      | Manzanares el Real | Carretera M-608 - Urbanización Peña El Gato                       | M-608 Nº2                                   | 720 724 728                                           |                |
| 17313                                                                                        |      | Manzanares el Real | Manzanares el Real - Fuente de las Ermitas                        | Avenida de Madrid Nº15                      | 720 724 728                                           |                |
| 09107                                                                                        |      | Manzanares el Real | Manzanares el Real - Iglesia                                      | Avenida de Madrid Nº11                      | 720 724 728                                           |                |
| 18367                                                                                        |      | Manzanares el Real | Manzanares el Real - Glorieta del Montañero                       | Calle de la Paz Nº2                         | 720 724 728                                           |                |
| 17315                                                                                        |      | El Boalo           | Carretera M-608 - Peña de las Gallinas                            | M-608 km. 27,2                              | 720 724                                               |                |
| 10530                                                                                        |      | El Boalo           | Carretera M-608 - Instituto                                       | M-608 Nº1                                   | 720 724                                               |                |
| 10277                                                                                        |      | Cerceda            | Carretera M-608 - Urbanización San Muriel                         | M-608 km. 30                                | 672 720                                               |                |
| 10278                                                                                        |      | Cerceda            | Carretera M-608 - Urbanización Montes Claros                      | M-608 km. 30,6                              | 672 720                                               |                |
| 20222                                                                                        |      | Cerceda            | Cerceda - Camino de El Boalo                                      | Carretera de Navacerrada Nº4                | 672A 720 876                                          |                |
| Los servicios hasta Cerceda finalizan aquí                                                   |      |                    |                                                                   |                                             |                                                       |                |
| 17312                                                                                        |      | Moralzarzal        | Carretera M-608 - Polideportivo                                   | M-608 km. 34,4                              | 672A 720 N603                                         |                |
| 09308                                                                                        |      | Moralzarzal        | Carretera M-608 - Calle del Redondillo                            | M-608 km. 35,1                              | 670 671 672 672A 720 876 N603                         |                |
| 09309                                                                                        |      | Moralzarzal        | Carretera M-608 - Los Chopos                                      | M-608 km. 36,2                              | 670 671 672 672A 720 876 N603                         |                |
| 10230                                                                                        |      | Collado Villalba   | Carretera M-608 - Los Linarejos                                   | M-608 km. 37,4                              | 670 671 672 672A 720 876 N603                         |                |
| El servicio que no pasan por el Hospital General de Villalba no realizan la siguiente parada |      |                    |                                                                   |                                             |                                                       |                |
| 19384                                                                                        |      | Collado Villalba   | Hospital General de Villalba                                      | M-619 km. 40,4                              | 673 720 1 3 4 6                                       |                |
| Paradas del itinerario normal                                                                |      |                    |                                                                   |                                             |                                                       |                |
| 06379                                                                                        |      | Collado Villalba   | Carretera M-608 - Cementerio                                      | M-608 Nº33                                  | 720 1 3 4 6                                           |                |
| 06380                                                                                        |      | Collado Villalba   | Carretera de Moralzarzal - Colonia Virgen de los Enebros          | M-608 Nº31                                  | 671 672 672A 720 1 2 3 4 6                            |                |
| 06381                                                                                        |      | Collado Villalba   | Carretera de Moralzarzal - Calle del Roble                        | M-608 Nº11                                  | 671 672 672A 720 876 N603 1 2 3 4 6                   |                |
| 06384                                                                                        |      | Collado Villalba   | Calle Real - Zoco                                                 | Calle Real Nº63                             | 720 1 2 4 6                                           |                |
| 18666                                                                                        |      | Collado Villalba   | Calle Real - Plaza de España                                      | Calle Real Nº55                             | 720 1 2 4 6                                           |                |
| 19320                                                                                        |      | Collado Villalba   | Calle Real - Estación de Villalba                                 | Plaza de la Estación Nº7                    | 720 1 2 4 6                                           | Villalba       |
| 15797                                                                                        |      | Collado Villalba   | Estación de autobuses de Collado Villalba                         | Calle de Rafael Alberti Nº15                | 15797 A 720 15797 B 687 15797 D 1 2 3 4 6 15797 E 630 |                |

### Sentido Colmenar Viejo
| Código                                                    | Zona | Localidad          | Denominación                                                   | Ubicación                                   | Líneas de la parada                                   | Cercanías      |
| --------------------------------------------------------- | ---- | ------------------ | -------------------------------------------------------------- | ------------------------------------------- | ----------------------------------------------------- | -------------- |
| 15797                                                     |      | Collado Villalba   | Estación de autobuses de Collado Villalba                      | Calle de Rafael Alberti Nº15                | 15797 A 720 15797 B 687 15797 D 1 2 3 4 6 15797 E 630 |                |
| 19317                                                     |      | Collado Villalba   | Calle Real - Estación de Villalba                              | Calle del Sol Nº1                           | 720 1 2 3 4 6                                         | Villalba       |
| 06365                                                     |      | Collado Villalba   | Calle Real - Policía local                                     | Calle Real Nº30                             | 720 1 2 4 6                                           |                |
| 06366                                                     |      | Collado Villalba   | Calle Real - Plaza de España                                   | Calle Real Nº46                             | 720 1 2 4 6                                           |                |
| 06387                                                     |      | Collado Villalba   | Calle Real - Zoco                                              | Calle Real Nº82                             | 720 1 2 4 6                                           |                |
| 06523                                                     |      | Collado Villalba   | Carretera de Moralzarzal - Calle de Piedrahíta                 | Carretera de Moralzarzal Nº2                | 671 672 672A 720 N603 1 4                             |                |
| 06370                                                     |      | Collado Villalba   | Carretera de Moralzarzal - Calle del Roble                     | Carretera de Moralzarzal Nº5                | 671 672 672A 720 876 N603 1 4                         |                |
| 15951                                                     |      | Collado Villalba   | Carretera de Moralzarzal - La Frontera                         | Calle de la Granjilla Nº19                  | 720 3 4                                               |                |
| 15952                                                     |      | Collado Villalba   | Carretera M-608 - Cementerio                                   | Carretera de Moralzarzal Nº20               | 720 3 4                                               |                |
| 19384                                                     |      | Collado Villalba   | Hospital General de Villalba                                   | M-619 km. 40,4                              | 673 720 1 3 4 6                                       |                |
| 09310                                                     |      | Collado Villalba   | Carretera M-608 - Los Linarejos                                | M-608 km. 37,3                              | 670 671 672 672A 720 876 N603                         |                |
| 10234                                                     |      | Moralzarzal        | Carretera M-608 - Los Chopos                                   | M-608 km. 36,2                              | 670 671 672 672A 720 876 N603                         |                |
| 10235                                                     |      | Moralzarzal        | Carretera M-608 - Calle del Redondillo                         | M-608 km. 35,6                              | 670 671 672 672A 720 876 N603                         |                |
| 17311                                                     |      | Moralzarzal        | Carretera M-608 - Polideportivo                                | M-608 km. 34,4                              | 672A 720 N603                                         |                |
| Los servicios desde Cerceda comienzan aquí                |      |                    |                                                                |                                             |                                                       |                |
| 18965                                                     |      | Cerceda            | Cerceda - Calle Pajar Maderero                                 | Carretera de Navacerrada Nº13               | 672 672A 720 724 876 N603                             |                |
| 15554                                                     |      | Cerceda            | Cerceda - El Soto                                              | Carretera de Navacerrada Nº7                | 672 672A 720 724 876 N603                             |                |
| 10279                                                     |      | Cerceda            | Carretera M-608 - Urbanización Montes Claros                   | Carretera de Navacerrada Nº2                | 672 720 724                                           |                |
| 10280                                                     |      | Cerceda            | Carretera M-608 - Urbanización San Muriel                      | M-608 km. 29,9                              | 672 720 724                                           |                |
| 10531                                                     |      | El Boalo           | Carretera M-608 - Instituto                                    | M-608 km. 27,9                              | 720 724                                               |                |
| 17316                                                     |      | El Boalo           | Carretera M-608 - Peña de las Gallinas                         | M-608 km. 27,2                              | 720 724                                               |                |
| 18366                                                     |      | Manzanares el Real | Manzanares el Real - Glorieta del Montañero                    | Calle Real Nº5                              | 720 724 728                                           |                |
| 17328                                                     |      | Manzanares el Real | Manzanares el Real - Iglesia                                   | Avenida de Madrid Nº6                       | 720 724 728                                           |                |
| 17314                                                     |      | Manzanares el Real | Manzanares el Real - Fuente de las Ermitas                     | Avenida de Madrid Nº24                      | 720 724 728                                           |                |
| 09109                                                     |      | Manzanares el Real | Carretera M-608 - Urbanización Peña El Gato                    | M-608 Nº2                                   | 720 724 728                                           |                |
| 09111                                                     |      | Soto del Real      | Carretera M-608 - Camping                                      | M-608 km. 19                                | 720 724 728                                           |                |
| 17577                                                     |      | Soto del Real      | Carretera de El Escorial - Centro de Salud                     | Carretera de El Escorial Nº7                | 720 728                                               |                |
| 18935                                                     |      | Soto del Real      | Avenida de las Víctimas del Terrorismo - Calle de Calvo Sotelo | Avenida de las Víctimas del Terrorismo S/Nº | 720 725 726 728                                       |                |
| 09119                                                     |      | Soto del Real      | Avenida de las Víctimas del Terrorismo - Calle de Desaceral    | Avenida de las Víctimas del Terrorismo S/Nº | 720 725 726 728                                       |                |
| 18933                                                     |      | Soto del Real      | Avenida de las Víctimas del Terrorismo - Polideportivo         | Avenida de las Víctimas del Terrorismo S/Nº | 720 725 726 728                                       |                |
| 10529                                                     |      | Soto del Real      | Carretera M-862 - La Gamonosa                                  | M-682 km. 1,2                               | 720 724 725 726 728                                   |                |
| 11900                                                     |      | Soto del Real      | Carretera M-609 - Centro Penitenciario                         | M-609 km. 3,4                               | 720 724 725 726 728                                   |                |
| Los servicios DIRECTOS no realizan las siguientes paradas |      |                    |                                                                |                                             |                                                       |                |
| 06595                                                     |      | Colmenar Viejo     | Carretera de Miraflores - Campamento de San Pedro              | Carretera de Miraflores S/Nº                | 720 721 724 725 726                                   |                |
| 08416                                                     |      | Colmenar Viejo     | Carretera de Miraflores - Avenida del Puente Manzanares        | Carretera de Miraflores Nº38                | 720 721 724 725 726                                   |                |
| 06590                                                     |      | Colmenar Viejo     | Calle de Madrid - Colonia Santa Lucía                          | Calle de Santa María Nº2                    | 720 721 724 725 726                                   |                |
| 08417                                                     |      | Colmenar Viejo     | Carretera de Miraflores - Plaza de los Arcos                   | Calle de Madrid Nº21                        | 720 721 724 725 726                                   |                |
| 06592                                                     |      | Colmenar Viejo     | Calle de la Corredera - Calle de los Frailes                   | Calle de la Corredera Nº1                   | 720 721 723 724 725 726 727 1                         |                |
| 06593                                                     |      | Colmenar Viejo     | Calle de San Sebastián - Cafetería Sanz Rosa                   | Calle de San Sebastián Nº22                 | 720 721 723 724 725 726 727 1                         |                |
| 06596                                                     |      | Colmenar Viejo     | Avenida de la Libertad - Estación de Servicio                  | Avenida de la Libertad Nº14                 | 720 721 723 724 725 726 727 1                         |                |
| 06589                                                     |      | Colmenar Viejo     | Avenida de la Libertad - Ermita                                | Avenida de la Libertad Nº58                 | 720 721 723 724 725 726 727 1                         |                |
| Paradas del itinerario normal                             |      |                    |                                                                |                                             |                                                       |                |
| 11337                                                     |      | Colmenar Viejo     | Paseo de la Ermita de Santa Ana - Centro Comercial El Ventanal | Paseo de la Ermita de Santa Ana Nº4         | 720 722 728                                           |                |
| 06600                                                     |      | Colmenar Viejo     | Paseo de la Magdalena - Ermita                                 | Paseo de la Magdalena Ana Nº20              | 720 722 723 728 1                                     |                |
| Los servicios DIRECTOS no realizan las siguientes paradas |      |                    |                                                                |                                             |                                                       |                |
| 11340                                                     |      | Colmenar Viejo     | Paseo de la Magdalena - Polideportivo                          | Paseo de la Magdalena Ana Nº20              | 720 722 723 1                                         |                |
| 17968                                                     |      | Colmenar Viejo     | Paseo de la Magdalena - El Portachuelo                         | Paseo de la Magdalena Nº2                   | 720 1                                                 |                |
| 20594                                                     |      | Colmenar Viejo     | Avenida de Severo Ochoa - Calle de la Estación de Atocha       | Avenida de Severo Ochoa S/Nº                | 720 727 2                                             |                |
| 20477                                                     |      | Colmenar Viejo     | Avenida de Severo Ochoa - Calle de la Estación de Príncipe Pío | Avenida de Severo Ochoa Nº1                 | 720 727 N702 2                                        |                |
| 20478                                                     |      | Colmenar Viejo     | Avenida de Severo Ochoa - Glorieta de Severo Ochoa             | Avenida de Severo Ochoa Nº1                 | 720 727 N702 2                                        |                |
| 18099                                                     |      | Colmenar Viejo     | Avenida de Juan Pablo II - Calle del Talgo                     | Avenida de Juan Pablo II Nº16               | 720 727 N702 2                                        |                |
| 18096                                                     |      | Colmenar Viejo     | Avenida de Juan Pablo II - Calle de Agapito García Serranito   | Avenida de Juan Pablo II Nº16               | 720 727 N702 2                                        | Colmenar Viejo |
| Paradas del itinerario normal                             |      |                    |                                                                |                                             |                                                       |                |
| 18663                                                     |      | Colmenar Viejo     | Estación de Colmenar Viejo                                     | Extrarradio Estación Navarrosillos Nº2      | 720 727 728                                           | Colmenar Viejo |